# Бен-Секка
37°21′ пн. ш. 9°45′ сх. д. / 37.35° пн. ш. 9.75° сх. д.
Бен-Секка, Рас-бен-Секка (араб. رأس بن سكةرأس بن سكة) — мис, крайня північно-східна точка півострова Рас-Енгела на узбережжі Середземного моря в Тунісі, що є крайньою північною точкою Африки.
Розташований за 15 км на північний захід від портового міста Бізерта в однойменному вілаєті.